# نصف‌النهار ۱۴۰ درجه شرقی
نصف‌النهار ۱۴۰ درجه شرقی ۱۴۰مین نصف‌النهار شرقی از گرینویچ است که از لحاظ زمانی ۹ساعت و ۲۰دقیقه با گرینویچ اختلاف زمانی دارد.
این نصف‌النهار از قطب شمال شروع و از مناطق زیر گذشته و به قطب جنوب ختم می‌شود.
- روسیه
- استرالیا*اقیانوس آرام